# Саджид Джавід
Саджид Джавід (англ. Sajid Javid; нар. 5 грудня 1969, Рочдейл, Англія) — британський політик-консерватор пакистанського походження. Міністр охорони здоров'я з 26 червня 2021 до 5 липня 2022 року. Канцлер скарбниці з 2019 до 2020 року. Член Палати громад від округу Бромсгроув з 2010 року. Міністр у справах бізнесу, інновацій та навичок з 2015 до 2016 року в уряді Девіда Кемерона. Міністр культури, ЗМІ і спорту з 2014 до 2015.
Був економічним секретарем з 2012 до 2013 і фінансовим секретарем Казначейства з 2013 до 2014 року. Державний міністр з питань рівності у 2014.

## Життєпис
Народився 1969 року в родині водія автобуса, вихідця з Пакистану. У родині було п'ятеро дітей. Джавід вивчав економіку і політику в Ексетерському університеті.
До обрання до парламенту, він працював у сфері бізнесу та фінансів. У 25 років він став віцепрезидентом Chase Manhattan Bank. Пізніше перейшов до Deutsche Bank у Лондоні. Джавід залишив Deutsche Bank як старший керівний директор улітку 2009 року, щоб почати політичну кар'єру.
Канцлер скарбниці до 13 лютого 2020 року, на цьому посту його замінив Ріші Сунак.
Подав у відставку з посади міністра охорони здоров'я 5 липня 2022 року, заявивши, що він втратив довіру до голови уряду, Бориса Джонсона. Водночас подав у відставку й Ріші Сунак, канцлер скарбниці. Хвилю відставок (станом на 6 липня в уряді залишили посади понад 40 людей) спричинив скандал через призначення Борисом Джонсоном на посаду заступника «головного батога» Кріса Пінчера, звинуваченого в тому, що він п'яним домагався до двох чоловіків у клубі в центрі Лондона. Новим міністром охорони здоров'я призначили Стівена Барклі.

## Сім'я
Одружений, має чотирьох дітей.